# 11代目市川海老蔵暴行事件
十一代目市川海老蔵暴行事件（じゅういちだいめ いちかわえびぞう ぼうこうじけん）は、2010年（平成22年）11月25日に十一代目市川海老蔵（現在の十三代目市川團十郎）が元暴走族の男に暴行された事件。「関東連合」の存在が世間に広く知られるきっかけとなった。

## 事件の経緯
- 2010年11月25日
  - 午前5時5分から55分頃[2]、十一代目市川海老蔵（当時、以下：海老蔵）は東京都港区西麻布の飲食店（バー）で暴走族グループ・関東連合元リーダーの石元太一[4]と同席中にトラブルに巻き込まれ、石元が連れてきた当時26歳の用心棒の男から暴行を受け、左頬を陥没骨折、さらに前歯の損傷、鼻の腫れなど顔面全体に大ケガを負った[5]。
  - 自宅に帰宅後、午前7時20分頃、自宅から妻の小林麻央が110番通報[6]。その後、救急車で虎ノ門病院に搬送された。
  - 同日夜に、父十二代目市川團十郎が記者会見を行った[7]。
- 2010年11月29日 - 警視庁は海老蔵に暴行を加えた男の逮捕状を取った[8]。また同日に海老蔵が顔面整復手術を受けた[9]。
- 2010年12月7日 - 海老蔵が記者会見を行う。この席上で無期限の歌舞伎出演自粛が発表された[10]。
- 2010年12月8日 - 13日ぶりに海老蔵が自宅に帰宅。その後、妻の麻央も帰宅し麻央は自宅前に集まっている報道陣を通し謝罪した[11]。
- 2010年12月10日 - 被疑者の男が逮捕、午後9時頃に身柄が目黒警察署に移された[12]。
- 2010年12月16日 - 東京高等裁判所にある司法記者クラブで予定されていた、石元側の記者会見が、「取材申し込みが殺到して会場の混乱が避けられない」との判断で中止された[13]。
- 2010年12月28日 - 海老蔵が再度記者会見を開き、当事件の示談が成立したことを発表した[14]。
- 2011年2月18日 - 東京地方裁判所において被告人に対する第1回公判が開かれた[15]。
- 2011年2月21日 - 被告人が保釈される[16]。
- 2011年3月14日 - 被告人に対し、懲役1年4月の実刑判決[17]。
- 2011年4月 - 被告人が3月末に控訴取り下げと報じられる[18]。

## 詳細
2010年11月24日、海老蔵は午後11時ごろから歌舞伎役者の仲間らと飲食していた。その後、日付が変わった25日明け方に知人たちと別れて一人で飲んでいたところ、石元ら数人とトラブルになり、殴られたとみられる。海老蔵は、「飲食店で知り合った仲間と飲んでいて、その後、酔いつぶれた人を介抱していたらいきなり殴られた」としているが、その後の報道などで、テキーラを灰皿に注いで飲ませようとしたり、髪を引っ張る、頭を叩くなどの行為に及んだとする証言が浮上していた。また、海老蔵が「俺は人間国宝（または「平成の助六」）だ」などと暴言を吐いていたという報道もあったが、海老蔵本人は否定している。
加害者側は「海老蔵が石元にした頭突きに対応した」と過剰防衛を主張した。裁判所は「被害者の行動が犯行を誘引したことも否定できない」と海老蔵の落ち度を認めたが、「状況から（被害者による）頭突きを認めることは困難」とした上で「仮に頭突きされたためだったとしても、被害者がさらに攻撃を加えようとした事実はない」として過剰防衛を否定した。さらに暴行の程度については、「被害者に相当量の出血があり、意識不明に陥った場合は窒息死する可能性もある、危険な犯行だった」と認定した。

## ケガの程度
海老蔵のケガは左頬陥没骨折、前歯の損傷、左目内出血、鼻、顔全体の腫れなど顔面の大けが。その後血尿が出るなどしている。
その後、会見に臨んだ際、整復の痕はほとんど見られなかったが、骨が5つに割れしびれがあると語り、左目は充血していた。会見では自身の症状について、「前頭部左側頭部打撲、左上顎骨粉砕陥没骨折。それによる三叉神経の知覚障害と上顎洞血腫、左眼球打撲による結膜下出血。2本の前歯の骨折。内臓打撲による血尿などの全身多発外傷で全治2カ月と診断されました」と話した。
吉祥寺セントラルクリニックの院長は新聞社の取材に対し、入院中のテレビ画像を見て、「ベンチを持ち上げたり、本を読んだりする一連の動きから脳の損傷がなかったようです。顔面へのダメージがそんなにひどくなかったのではないでしょうか」と分析し、また、退院後の記者会見を見て、「万全を期すため形成外科、眼科、脳外科などと連動し、難易度の高い口内からメスを入れたようだ」と指摘している。

## 事件の影響
- 京都南座で行われる予定だった、吉例顔見世興行は降板となり六代目片岡愛之助と十五代目片岡仁左衛門が代役を務めた。
- 2011年1月3日から公演される『初春花形歌舞伎』は「身体的に大丈夫だから興行ができるとはいかなくなってきた」と休演を示唆していたが[28]、記者会見後、松竹側から正式に公演は中止と発表された[29]。代替公演として「坂東玉三郎特別公演」が発表された[30]。
- 2011年2月に名古屋・御園座で行われる「2月大歌舞伎」の公演に先立ち、2010年12月11日に中京テレビ（日本テレビ系列）で放送される予定だったローカル特別番組『絶景かな!海老蔵 名古屋で荒ぶる』は放送中止となった。[31]（代替番組として『行列のできる法律相談所傑作選』（日本テレビ）が放送された。また、同公演では中村福助が代役をつとめ、夜の部で福助とその甥にあたる中村七之助が躍りを披露する「二人道成寺」が演目に追加された。
- 海老蔵が出演していたヤマキおよびピップのCM放送は中止・打ち切りとなり、伊藤園のCMも映像が削除され、降板となった[32]。

## マスコミ報道
事件に関わったメンバーの先輩にあたる関東連合元幹部の「工藤明男」（仮名。後に本名「柴田大輔」を公開）は、自著『いびつな絆 関東連合の真実』において、この事件を取り巻いた関東連合のメディア戦略に言及している。
- 「今回の事件は、もとはと言えば海老蔵の態度や振る舞いにも問題があったのだから、こちら側も対抗して海老蔵の素行の悪さを訴えようということになった。」(p.156)
- 「事件現場となった飲食店の店長に、日頃の海老蔵の評判の悪さや事件当日の本人の振る舞いなどを暴露させた。店長は多い時で1日に5本の収録をこなすこともあった。」（同）

さらに同書は、マスコミを使った海老蔵に対するネガティブキャンペーンのプロモーションは関東連合OBで音楽プロデューサー・元AV監督の松嶋クロスが取り仕切っていたと記している。(p.101)

### 誤報
日刊スポーツは2010年12月4日、「海老蔵といたのは香里奈 松田龍平 ボコられるまでの状況を聴取へ」と題して、海老蔵が暴行された日にはしごしていた飲食店のうちのひとつで、俳優の松田龍平や女優でモデルの香里奈らと会食していたなどと、捜査関係者の話として報じた。しかし、同日中に「事実確認が不十分なまま記事を掲載した」と、お詫び記事をウェブサイトに掲載した。
お詫び記事によると、香里奈の所属事務所が「同席していた事実はありません。海老蔵さんとは面識もありません」と事実関係を全面否定した。後日、香里奈はイベントに出席した際に「海老蔵さんとはお会いしたこともなければ、面識もない。どのような形で同席したという話になったのかわからないんですが、ご挨拶もしたこともない」と断言した。